# Carl Westphal (Verleger)

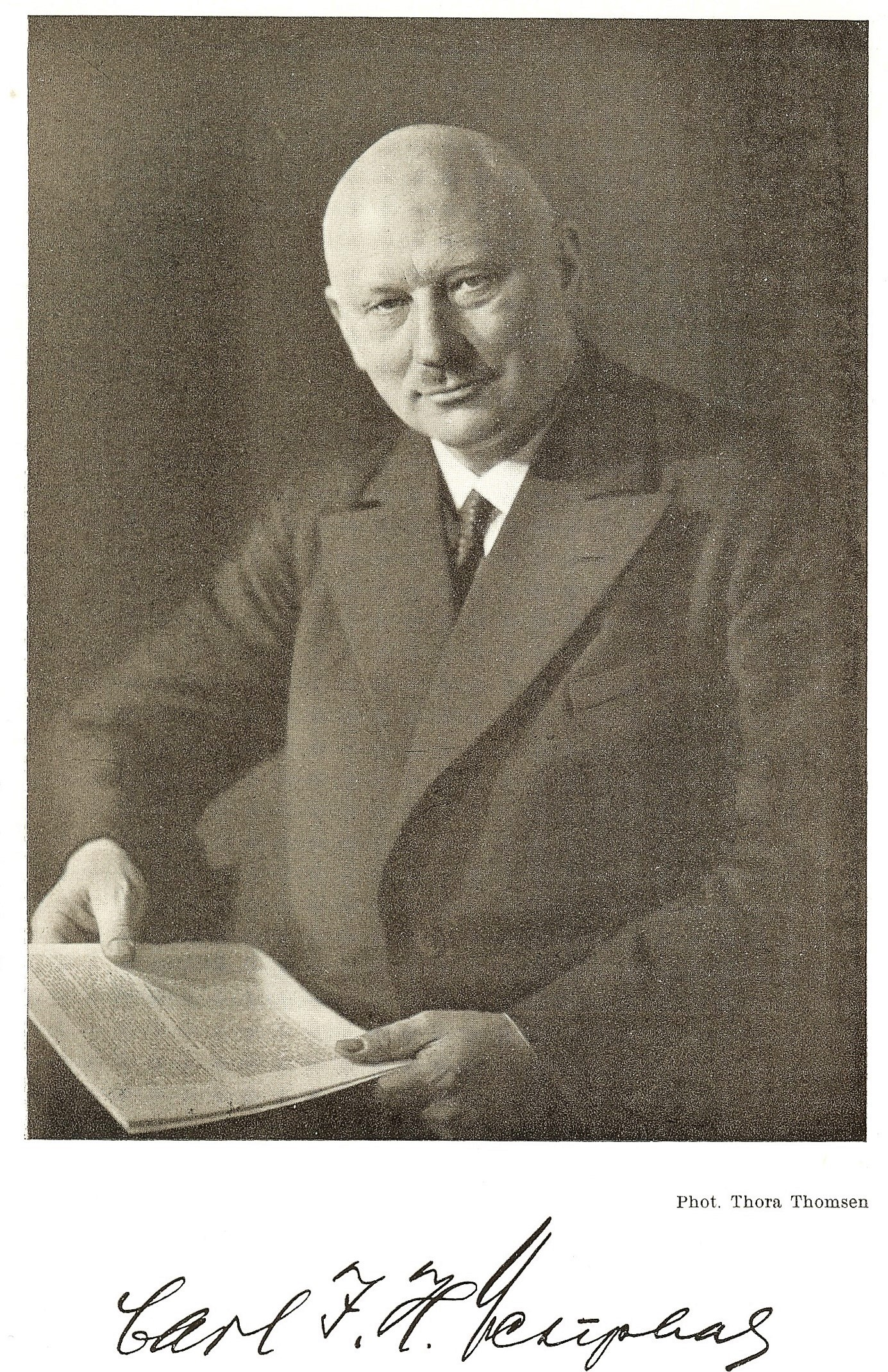
Carl J. H. Westphal (um 1938)

Carl Johann Hermann Westphal (* 23. März 1881 in Lübeck-Schlutup; † 11. Februar 1958 in Neustadt in Holstein) war ein deutscher Postbeamter, Fachbuchautor und Verleger.

## Leben

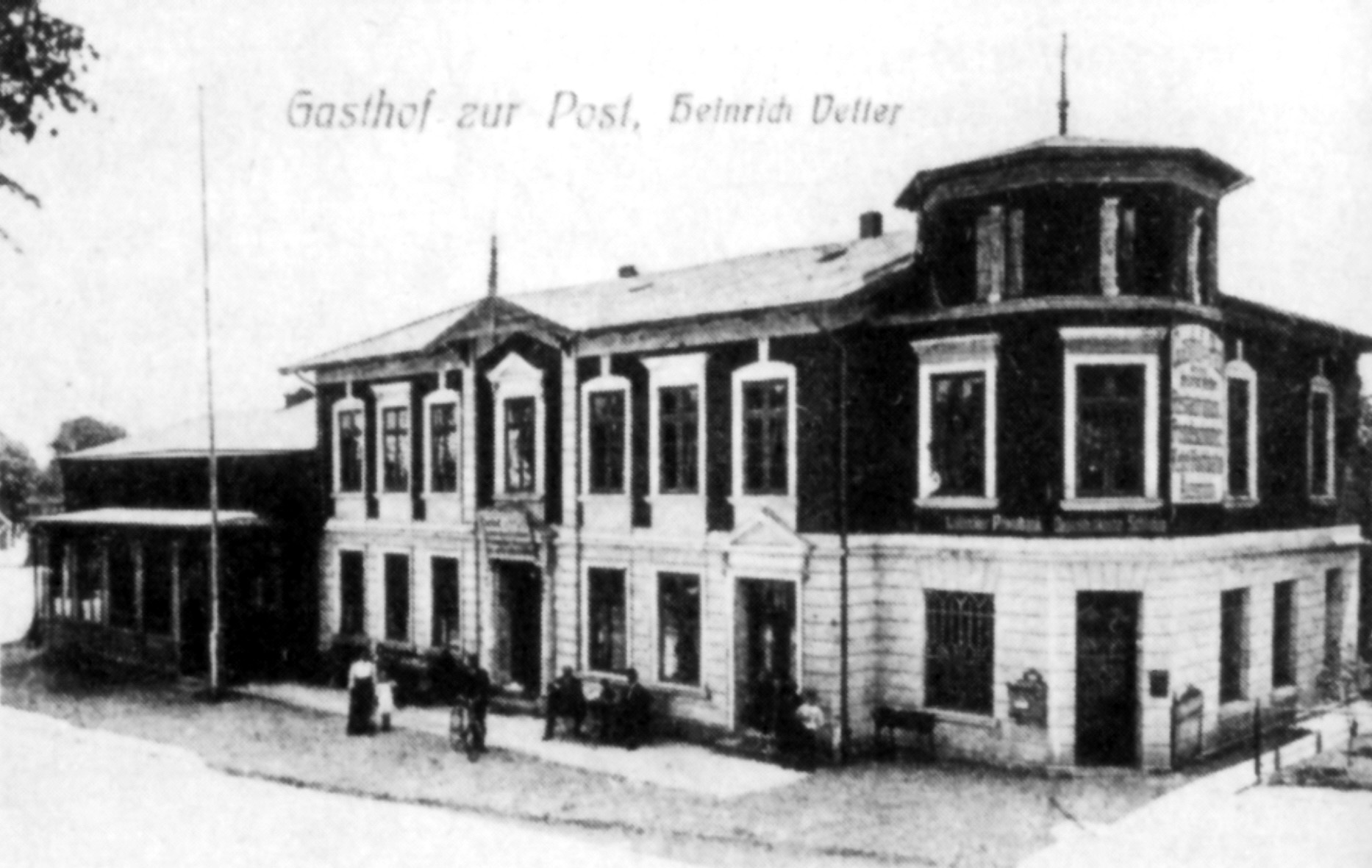
Der Gasthof zur Post in Schlutup: Westphals Elternhaus ab 1884

Carl Johann Hermann Westphal entstammte einer Familie, die seit Generationen in Schlutup als Fischer und in der Fischverarbeitung (Hawesta) tätig war. Er war ein Sohn von Franz Heinrich Westphal (1851–1929) und dessen Frau Charlotte, geb. Godtknecht. Sein Vater betrieb eine Fischräucherei und einen Fischhandel, ab 1884 auch eine Gastwirtschaft in der heutigen Mecklenburger Straße. Um 1901 musste er das Geschäft aus Gesundheitsgründen aufgeben und das Haus verkaufen. 1905 erwarb Carl Westphal für sich und seine Eltern sowie den Verlag (siehe unten) das Haus Karpfenstraße 3a in St. Lorenz.
Carl Westphals Kindheit und Jugend war geprägt durch die zunehmende Industrialisierung der Fischverarbeitung in Schlutup, die bei ihm ein bleibendes, romantisches Interesse an der Bewahrung des alten Schlutup und der umgebenden Natur wachriefen. Er besuchte die Volksschule in Schlutup sowie die Von Großheimsche Realschule in der Lübecker Innenstadt, die er Ostern 1897 abschloss. Im Mai trat er als Postgehilfe in Schlutup in den Dienst der Reichspost. Seinen Militärdienst als Einjährig-Freiwilliger leistete er beim 3. Hanseatischen Infanterie-Regiment Nr. 162. Nach Beschäftigung in verschiedenen Ämtern wurde er 1901 Postassistent und 1907 in Lübeck Telegraphenassistent. 1910 bestand er die Prüfung als Telegraphensekretär. Weitere Beförderungen erfolgten 1920 zum Telegrapheninspektor, 1924 zum Obertelegrapheninspektor und 1932 zum Postamtmann. Ab 1920 war er stellvertretender Amtsvorsteher des Telegraphenbauamts Lübeck. Im Oktober 1933 bat Westphal um seine Versetzung in den Ruhestand, die ihm mit Wirkung vom 28. Februar 1934 gewährt wurde. Seither war er hauptberuflich als Verleger tätig.
1925 erwarb er den Hof Wolfshagen südlich von Scharbeutz mit 64 Morgen (16 Hektar) Land. Hier baute er ein Tagungshaus mit Pensionsbetrieb, das Drei-Glocken-Heim
54° 0′ 37,3″ N, 10° 45′ 14,9″ O. Die drei Glocken bezogen sich dabei nicht auf Kirchenglocken, sondern auf glockenförmige Isolatoren. Von 1930 bis 1934 veranstaltete er hier sommerliche Freizeiten und Arbeitsgemeinschaften, „um auf der Grundlage des Berufes zu neuen Gemeinschaftsformen zu finden“.
Er war verheiratet mit Elsa Margarethe Dorette, geb. Gültzow, adoptierte Harder. Das Paar hatte drei Söhne: Joachim (* 1913), Jürgen (* 1916) und Peter (* 1919).
Carl Westphal starb am 11. Februar 1958 im Landeskrankenhaus in Neustadt in Holstein und wurde auf dem seinem Wolfshagener Besitz benachbarten Waldfriedhof in Timmendorfer Strand beigesetzt.

## Franz Westphal Verlag
1903 entwickelte Westphal aus einem praktischen Bedarf seines Dienstes die Nachnahmekarte in Drucksachenform. Sie vereinfachte den Ablauf und senkte Kosten. Inhaber des Gebrauchsmusterschutzes wurde, offensichtlich aus beamtenrechtlichen Gründen, sein Vater Franz Westphal, und den Vertrieb der bald sehr erfolgreichen Neuerung übernahm der am 1. Oktober 1903 unter dessen Namen gegründete Franz Westphal Verlag. Den Druck besorgte die Druckerei Lehmann & Bernhard im benachbarten Schönberg (Mecklenburg). Einige Jahre später gab der Verlag die Herstellung und den Vertrieb der Nachnahmekarten auf und konzentrierte sich auf zwei sehr unterschiedliche Themenfelder: einerseits Fachliteratur zur Fernmeldetechnik und andererseits Literatur zu niederdeutscher Kultur und Geschichte. Verlagssitz war ab 1905 das Haus Karpfenstraße 3a in der Vorstadt Lübeck-St. Lorenz in Bahnhofsnähe, ab 1925 das Drei-Glocken-Heim in Wolfshagen/Scharbeutz. Das Signet des Verlags, eine Verbindung des Westphalschen Hauszeichens mit den drei Telegraphen-Glocken, schuf der Lübecker Grafiker Charles Derlien.

### Fernmeldetechnik
Zu diesem Bereich zählten Veröffentlichungen technisch-wissenschaftlicher Art und praktische Handbücher für die Telegraphenpraxis, teilweise von Carl Westphal selbst verfasst oder herausgegeben. Bestseller des Sortiments war das in mehreren Auflagen erschienene Handbuch Telegraphenbauordnung im Lapidar-Auszug mit Ergänzungen: Für den praktischen Gebrauch. Ab 1921 erschien die bis heute bestehende Fachzeitschrift Telegraphen-Praxis (heute Telekom praxis), von 1925 bis 1943 auch die Zeitschrift Schwachstrom. Die technischen Veröffentlichungen gaben dem Verlag seine „gesunde wirtschaftliche Grundlage“. 
Der technische Teil des Verlags wurde nach Carl Westphals Tod noch 1958 mit allen Verlags- und Urheberrechten vom Berliner Fachverlag Schiele & Schön erworben.

### Niederdeutsches
Schon 1907 hatte Carl Westphal eine heimatkundliche Schrift über Schlutup im Selbstverlag herausgegeben. Seit 1900 war er Mitglied des Lübecker Vereins für Heimatschutz. Als später der Verlag florierte, baute er einen eigenen „niederdeutschen“ Bereich auf, der eng mit der Niederdeutschen Bewegung verbunden war und deren völkische, antidemokratische und antisemitische Ausrichtung teilte. Westphal schrieb selbst, dass er über Jahre „eifriger Leser des Hammer“ gewesen sei, einer von Theodor Fritsch publizierten antisemitischen und völkischen Zeitschrift, und Vorträge „auch über die Judenfrage“ gehalten habe. Westphals Ziel war es nach seiner eigenen Aussage in der Verlagsgeschichte von 1941, im Gegensatz zu den gängigen Döntjes und plattdeutscher Unterhaltungsliteratur nordisch-niederdeutsche Bücher zu verlegen, die „den völkisch-kämpferischen Charakter herausstellen und auf die niederdeutsch-völkische Wirklichkeit abzielen“. Dazu passte Westphals Engagement für die Flämische Bewegung und Protagonisten des Flämischen Nationalismus wie Auguste Borms, Cyriel Verschaeve und Raf Verhulst.
Zu den ersten niederdeutschen Autoren des Verlags zählte Albert Mähl, dessen Ballade Hemmingstedt Westpahl 1928 mit Holzschnitten von Hans Grohs publizierte. Überhaupt waren eine hochwertige Buchausstattung, Abbildungen und künstlerische Illustrationen ein Markenzeichen der Buchproduktion des Verlags. 1933 veröffentlichte Westphal Klaus Wrages Holzschnittfolge zum Wölundlied der Edda.
Im Jahr des Umzugs nach Wolfshagen 1925 begann Westphal mit der Herausgabe der Zeitschrift Lübecker Bucht, dann Niederdeutsche Monatshefte, ab 1933 Niederdeutsche Welt, als deren Schriftleiter er Klaus Witt gewann. Von 1930 bis 1944 (mit einer Unterbrechung 1934 und 1935) und dann wieder von 1951 bis 1958 erschien das Jahrbuch Der Wagen im Verlag Franz Westphal. Herausgeber war der mit Westphal befreundete Lübecker Studienrat und Kulturfunktionär Paul Brockhaus, der mit Westphal die Idee eines niederdeutschen Kulturraumes „von Flandern bis ins Baltikum“ teilte. Auch Musikalisches gehörte zum Verlagsprogramm, so das Kyrie von Paul Carrière (1931) und eine Weihnachtsliedersammlung von Bruno Grusnick (1928). Der Gartenarchitekt Harry Maasz publizierte hier unter dem Titel Große Sorgen um grüne Landschaft praktische Reformvorschläge zur Landschaftsgestaltung (1936) und der Lübecker Hauptpastor und Vertreter der Bekennenden Kirche Wilhelm Jannasch seine populäre Reformationsgeschichte Der Kampf um das Wort (1931).
In seinem Nachruf auf Westphal 1958 in den Lübeckischen Blättern bezeichnete Paul Brockhaus ihn als steten „Planer, Forderer und Mahner“. Viele seiner Ideen kamen nicht zur Ausführung. Schon während des Zweiten Weltkriegs wandte sich das Verlagsprogramm leichterer Literatur zu wie beispielsweise einer Neuauflage von Wilhelm Wissers Wat Grotmoder vertellt mit Zeichnungen von Eva Kongsbak. 1952 verlegte er ein Buch über den zuvor verfemten Ernst Barlach als Illustrator. Ein Wiedererscheinen der Zeitschrift Niederdeutsche Welt 1956 scheiterte nach einem Jahr.
Nach Westphals Tod ging der Verlag ein. Die Westphal Buch GmbH erlosch 1962; die Verlagsfirma wurde 1962 in Drei Glocken Heime GmbH geändert und war nicht mehr verlegerisch tätig.

## Ehrungen
- Denkmünze der Gesellschaft zur Beförderung gemeinnütziger Tätigkeit in Silber, 1951 zum 70. Geburtstag

## Werke
- Schlutup: Geschichtliches und Kulturgeschichtliches von der Untertrave und aus dem Burgtor-Landgebiet des Lübeckischen Freistaates. Lübeck: Selbstverlag 1907
- Praktisches Telegraphen- und Fernsprechrecht: Für Publikum und Beamte nach dem im Reichs-Telegraphengebiet geltenden Recht. Lübeck: Westphal 1914
- Die Telegraphenbauordnung im Lapidar-Auszug mit Ergänzungen: Für den praktischen Gebrauch. Lübeck: Westphal 1916
  - mehrere weitere Auflagen
- Entstörer-Hilfe.
- Der Schriftverkehr im Telegraphenbaudienst: Eine Mustersammlung. Lübeck: Westphal 1925
- Der praktische Telegraphenhandwerker. 8 Hefte, Lübeck 1925–1930
- (Hrsg.)Fritz Höger, der niederdeutsche Backstein-Baumeister. Wolfshagen-Scharbeutz: Westphal 1938
- (Hrsg.) Niederdeutschland im Schrifttum: Ein Buchweiser wertvoller, auch älterer niederdeutscher Bücher, umfassend und nach Sachgebieten übersichtlich geordnet. Wolfshagen-Scharbeutz: Westphal 1936
- Vom Werden eines niederdeutschen Verlages. Wolfshagen-Scharbeutz: Westphal 1941
- (Hrsg.) Der leichte Anlauf zum Patent. Wolfshagen-Scharbeutz: Westphal 1955